# Luisa Vehil

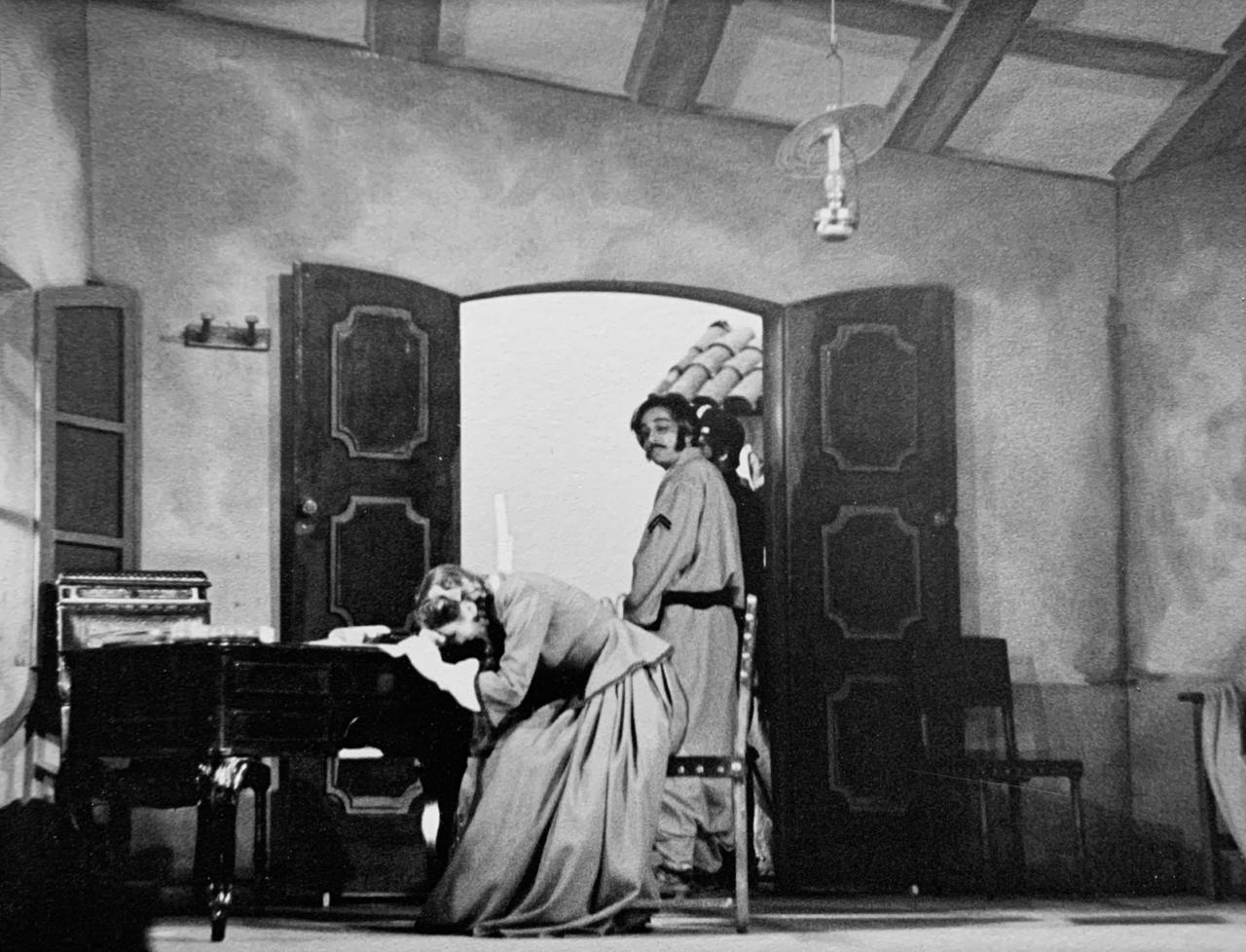
Luisa Vehil y Miguel Faust Rocha en "El Sargento Palma" (1942) Teatro Cervantes, Buenos Aires

Luisa Vehil (Montevideo - 12 de noviembre de 1912, Buenos Aires - 24 de octubre de 1991) fue una actriz uruguaya de teatro, cine y televisión que tuvo una notable carrera en Argentina, siendo una figura icónica de la escena teatral.

## Biografía

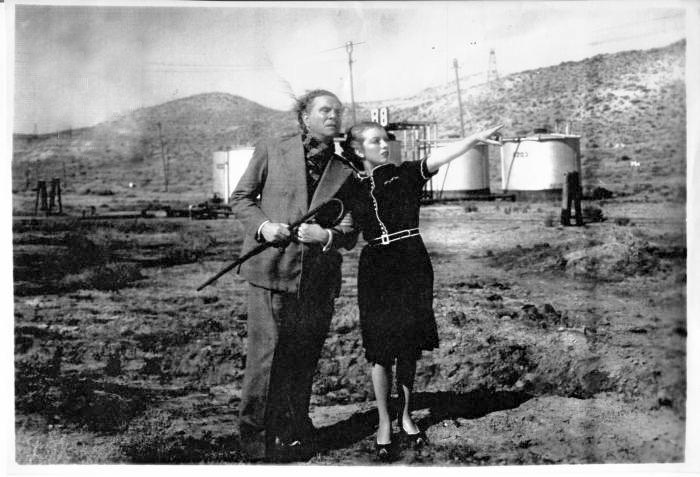
La actriz junto a Carlos Perelli en 1939 durante la filmación de Petróleo en Comodoro Rivadavia

Luisa Vehil nació el 12 de noviembre de 1912 en Montevideo, perteneciendo a una dinastía de ocho actores originarios de Cataluña, nieta e hija de actores de teatro. Sus hermanos fueron Paquita y Juan. También fue la tía de los actores Miguel Ángel Solá y Mónica Vehil.
Su primer personaje en teatro fue con la obra El burlador de Sevilla. Tras una gira por Uruguay, en 1932 se incorporó al Teatro Nacional de la Comedia, hoy Cervantes.
Luisa se mudó a Buenos Aires a una edad temprana, y protagonizó su primera película en 1933, Los tres berretines, dirigida por Enrique Telémaco Susini, que fue la segunda película sonora argentina. La joven actriz llegó a aparecer en otros filmes de comedia a lo largo de los años 1930, trabajando en películas tangueras del famoso director Manuel Romero y de Eduardo Morera. El próximo gran papel cinematográfico de Vehil será en Pampa bárbara (1945), filme épico del género wéstern dirigido por Lucas Demare y Hugo Fregonese. Fue una de sus dos únicas apariciones en la pantalla grande a lo largo de los años 1940. En cada una de las dos décadas siguientes actuó en sendos filmes —una vez en los años 1950 (En la ardiente oscuridad, de Daniel Tinayre, 1959) y una vez en los años 1960 (El bote, el río y la gente, de Enrique Cahen Salaberry, 1960).
No obstante, la mayor actividad de Luisa Vehil era el teatro, del que era considerada una Grande Dame de la escena, una personalidad reverenciada como ícono. Ella interpretó obras como María Estuardo, Juana La Loca, Los días felices de Samuel Beckett, personificó a Madame Desmortes en las obras de Jean Anouilh L'Invitation au Château y L'Alouette (La alondra), Los árboles mueren de pie de Alejandro Casona, etc. Siendo comunista, en 1946 integra la lista de la Agrupación de Actores Democráticos, que apoyó a la coalición electoral denominada "Unión Democrática" frente a la fórmula que llevaría al gobierno peronista, y cuya junta directiva estaba integrada por Pablo Racciopi, Lydia Lamaison, Pascual Nacaratti, Alberto Barcel y Domingo Mania. En 1946 el Teatro Smart sufrió un atentado mientras Vehil interpretaba el papel principal de la obra Fascinación. Fue una de las actrices que por razones políticas tuvieron su actuación prohibida en cine y radio durante el peronismo.
Entre 1964-1967 ella dirigió la Comedia Nacional Argentina y fue también miembro del Fondo Nacional de las Artes. Representó la versión de Ollantay de Ricardo Rojas en el Teatro de las Naciones de París, en Bruselas y en Madrid, y realizó diversos viajes por el interior de Argentina, Europa y América.
Luisa Vehil hizo una reaparición cinematográfica en los años 1970, actuando en películas de Juan Bautista Stagnaro, Alejandro Doria y Luis Saslavsky. La actriz trabajará con Doria una vez más en 1982, en Los pasajeros del jardín. Su última actuación en cine fue en Kindergarten (1989), una controvertida película de Jorge Polaco. La exhibición de este filme fue objeto de una prohibición cautelar por parte de la justicia por una presunta corrupción de menores, siendo el primer caso de censura en Argentina desde el retorno de la democracia en 1983. La medida fue revocada seis meses después pero, finalmente, los productores decidieron no exhibir la película. Recién después de 21 años una copia restaurada de la misma fue proyectada en el Festival Internacional de Cine de Mar del Plata de 2010.
En cuanto a la televisión, Vehil realizó ciclos de cuentos argentinos adaptados, y en 1960 ganó el Premio Martín Fierro a la mejor actriz dramática por su papel en Buenas noches, destino. En 1968 fue protagonista junto a Lautaro Murúa del teleteatro La intrusa, basado en un cuento de Jorge Luis Borges, que fue la primera vez que se ponía en esta imagen un cuento del autor. Posteriormente participó del documental de una hora Navidad en el año 2000 en 1981 y fue presentadora del ciclo de unitarios Las 24 horas desde 1982 hasta 1985 y de Lo mejor de las 24 horas en 1986.
Luisa Vehil recibió en 1981 el Premio Konex de Platino y el Premio Konex de Brillante a la personalidad más relevante del Espectáculo Argentino hasta ese momento, premio compartido con Alfredo Alcón. En 1990 fue honrada como Ciudadana ilustre de la Ciudad de Buenos Aires.
El 7 de octubre de 1988 se inauguró en Buenos Aires el Teatro Luisa Vehil, con la presencia de la destacada actriz. También fue creada la "Sala Luisa Vehil" en el Teatro Nacional Cervantes, la que se conoce como el Salón Dorado.

## Vida privada
Al casarse, por país extranjero, con Arturo Bullrich (un hombre de alcurnia), se convirtió en dama de sociedad. Su residencia en calle Miguel Cané era uno de los lugares más selectivos de la colonia. Cuando murió su esposo, la señora Vehil se encontró ante una verdadera tragedia económica debiendo vender su rica propiedad y mudarse a un departamento sito en Belgrano.

## Premios y distinciones
- Medalla de Oro a la mejor actriz dramática, Municipalidad de Buenos Aires, Certamen 1938.
- Premio de Críticos Argentinos por "La casa de los siete balcones".
- Premio Talía.
- Premio Radio El Mundo, Belgrano, Rivadavia y Splendid.
- Venus dorada por difusión teatral argentina en Europa.
- Premio Martín Fierro por "Buenas noches, destino".[11]
- Premio Italia.
- Premio de la Municipalidad de Buenos Aires por "Pampa bárbara".[16]
- Mención del Centro Asturiano por su labor en la difusión de Alejandro Casona.
- Premio del Liceo Militar General San Martín por la difusión del Teatro Argentino al frente de la Comedia Nacional Argentina.
- Premio San Gabriel por la difusión del Teatro Argentino en el extranjero.
- Gran Premio del Fondo Nacional de las Artes (1972).
- Distintas menciones especiales de la Alliance française.
- Premio Konex de Platino y el de Brillante (1981).

## Filmografía
- Los tres berretines (1933)
- Poncho blanco (1936)
- El cañonero de Giles (1937)
- Así es el tango (1937)
- Turbión (1938)
- Mandinga en la sierra (1939)
- Petróleo (1940)
- Pampa bárbara (1945)
- En la ardiente oscuridad  (1959)
- El bote, el río y la gente (1960)
- Una mujer (1975)
- La muerte de Sebastián Arache y su pobre entierro (1977)
- La isla (1979)
- El Fausto criollo (1979)
- Los pasajeros del jardín (1982)
- Kindergarten (1989)

## En televisión
- Buenas noches, destino (1961)
- El teatro de Alfredo Alcón (1968)
- El principio y el fin (1970-1971) - Blanca
- Alta comedia (1971-1974) - Varios
- Celos (1980) - Dora
- Agustina (1980) - Simone
- Los especiales de ATC (1981) - Celina
- Las 24 horas (1981-1985) - Presentadora
- Como en el teatro (1982)
- El mundo del espectáculo (1982) - Ruskala
- Una razón para vivir (1982) - Sara